# Trop la classe café !
Trop la classe café ! est une série télévisée française en 26 épisodes de 5 minutes diffusée à partir du 14 septembre 2011 sur Disney Channel. C'est une série dérivée de Trop la classe.

## Synopsis
Une bande de lycéens travaille dans un café pour gagner un peu d’argent.

## Distribution
- Côme Levin : Nico
- Paul-Alexandre Bardela : Spy
- Grégoire Gempp : Théo
- François Civil : Dread
- Emmanuel Garijo : Vincent
- Manon Azem : Dunk
- Arthur Ligerot : Arthur
- Marieke Bouillette : Valentine
- Sophie Chen : Jeanne

## Épisodes
1. Un job et des potes
2. Formation
3. Sur écoute
4. Lip dub
5. La moto
6. Zombies
7. L'employé du jour
8. Salut les d'jeuns !
9. Le poisson rouge
10. Alors on danse !
11. Val à roulettes
12. Le critique
13. English lesson
14. Le cours de cuisine
15. Le couple du nouvel an
16. Le méchant
17. Barbecue
18. Serveuse, s'il-vous-plait !
19. Quels talents !
20. Arnaque
21. Enfermée en cuisine
22. Tout le contraire
23. Tout beau, tout bio...
24. Le petit amoureux
25. Les clientes sont reines
26. L'adversaire